# Boucles de l'Aulne 2023
De 83e editie van de Franse wielerwedstrijd Boucles de l'Aulne werd verreden op 14 mei 2023. De start en finish vonden beide plaats in Châteaulin. De koers was 181 kilometer lang. De wedstrijd was onderdeel van de UCI Europe Tour van 2023 en de Coupe de France. 
Titelverdediger was de Noor Idar Andersen. Zijn opvolger is de Belg Greg Van Avermaet. Al sprintend won hij deze wedstrijd. Landgenoot van Van Avermaet, Florian Vermeersch eindigde tweede. De Spanjaard Jon Barrenetxea finishte als derde.
Maar liefst zeven renners uit de top-10 van deze wedstrijd finishte ook in de top-10 van de Ronde van de Finistère. Die wedstrijd werd een dag eerder verreden.

## Uitslag
| Plaats  | Naam               | Ploeg                  | tijd     |
| ------- | ------------------ | ---------------------- | -------- |
| Winnaar | Greg Van Avermaet  | AG2R-Citroën           | 4u21'06" |
| 2       | Florian Vermeersch | Lotto-Dstny            | z.t.     |
| 3       | Jon Barrenetxea    | Caja Rural-Seguros RGA | z.t.     |
| 4       | Marco Tizza        | Bingoal WB             | z.t.     |
| 5       | Clément Venturini  | AG2R-Citroën           | z.t.     |
| 6       | Axel Zingle        | Cofidis                | z.t.     |
| 7       | Samuel Watson      | Groupama-FDJ           | z.t.     |
| 8       | Luca Van Boven     | Bingoal WB             | z.t.     |
| 9       | Romain Grégoire    | Groupama-FDJ           | z.t.     |
| 10      | Sandy Dujardin     | TotalEnergies          | z.t.     |